# 벨에르구

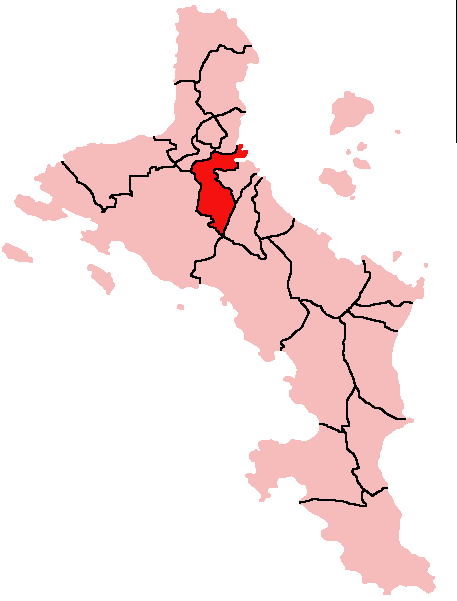
벨에르구의 위치

벨에르구(프랑스어: Bel Air)는 세이셸을 구성하는 25개 구 가운데 하나로 마에섬에 위치한다. 면적은 4km2, 인구는 2,900명(2002년 기준)이다.